# Amolops formosus
Amolops formosus е вид земноводно от семейство Водни жаби (Ranidae).

## Разпространение
Видът е разпространен в Бангладеш, Индия и Непал.